# Klein-Babberspolder
Het waterschap Klein-Babberspolder was een waterschap in de gemeente Schipluiden, in de Nederlandse provincie Zuid-Holland.
Het waterschap was verantwoordelijk voor de drooglegging en de waterhuishouding in de polder. Door ontpoldering werd de polder in 1960 opgeheven en bij Schiedam gevoegd.